# Margarete Matzenauer
Margarete Matzenauer (Temesvár, 1º giugno 1881 – Van Nuys, 19 maggio 1963) è stata un contralto e mezzosoprano ungherese naturalizzato italiano.

## Biografia
Nata nell'Impero austro-ungarico studia a Graz e Berlino.
Al Metropolitan Opera House di New York debutta nel novembre 1911 come Amneris in Aida diretta da Arturo Toscanini con Emmy Destinn, Enrico Caruso, Pasquale Amato ed Adamo Didur nella serata di apertura della stagione seguita da Brangäne in Tristan und Isolde diretta da Toscanini, Waltraute ne Il crepuscolo degli dei diretta da Alfred Hertz, Ortrud in Lohengrin (opera) diretta da Hertz, Hate in Armide (Gluck) diretta da Toscanini con Caruso, Amato, Angelo Badà ed Alma Gluck, Orfeo in Orfeo ed Euridice (Gluck) diretta da Toscanini con la Gluck, Erda in Sigfrido (opera) diretta da Hertz, nel 1912 Kundry in Parsifal (opera) diretta da Hertz, Nurse in Ariane et Barbe-bleue di Paul Dukas diretta da Toscanini con Geraldine Farrar, Fricka in Das Rheingold diretta da Hertz con Louise Homer e la Gluck, Fricka e Waltraute in Die Walküre diretta da Hertz, La Cieca ne La Gioconda diretta da Toscanini con la Destinn, Caruso ed Amato e Venus in Tannhäuser (opera) e nel 1913 Ulrica in Un ballo in maschera diretta da Toscanini con la Destinn, Caruso ed Amato.
Sempre nel 1912 sposa a New York Edoardo Ferrari Fontana con il quale ebbe la figlia Adrienne Ferrari-Fontana (futuro soprano) nel gennaio 1914.
Nel 1914 è Kundry in Parsifal in maggio al Royal Opera House, Covent Garden di Londra ed in giugno al Théâtre des Champs-Élysées di Parigi.
Ancora al Metropolitan, nel 1915 come Leonore in Fidelio con Elisabeth Schumann seguita da Dalila in Samson et Dalila diretta da Giorgio Polacco con Caruso, Amato e Rosina Galli (ballerina) nella serata di apertura della stagione, Santuzza in Cavalleria rusticana (opera) con Flora Perini e Giuseppe De Luca (baritono) ed Azucena ne Il trovatore diretta da Polacco con Giovanni Martinelli (tenore) ed Amato, nel 1917 la protagonista in Carmen (opera) diretta da Polacco con Martinelli e De Luca, la contessa Almaviva ne Le nozze di Figaro con De Luca, Didur e la Farrar e Marina in Boris Godunov (opera) con Didur e Badà, nel 1918 Sophie in Saint Elisabeth di Franz Liszt e Fidès in Le prophète con Caruso, Claudia Muzio e Didur, nel 1919 il Requiem (Verdi) con Rosa Ponselle e Stabat Mater (Rossini), nel 1920 Petite messe solennelle con la Ponselle e la principessa Eboli in Don Carlo con Martinelli, la Ponselle, De Luca, Didur e Badà, nel 1924 Kostelnicka in Jenůfa con Maria Jeritza e nel 1925 High Priestess ne La Vestale (Spontini) diretta da Tullio Serafin con la Ponselle e De Luca cantando fino al 1930 in 380 recite al Met.
A Filadelfia nel 1931 è Jocasta in Oedipus Rex (Stravinskij) diretta da Leopold Stokowski e nel 1934 Amneris in Aida.

## Repertorio
| Ruolo                     | Titolo                  | Autore      |
| ------------------------- | ----------------------- | ----------- |
| Leonora                   | Fidelio                 | Beethoven   |
| Carmen                    | Carmen                  | Bizet       |
| Leonora                   | La favorita             | Donizetti   |
| La Nutrice                | Arianna e Barbablù      | Dukas       |
| Orfeo                     | Orfeo ed Euridice       | Gluck       |
| L'Odio                    | Armida                  | Gluck       |
| Kostelnička               | Jenůfa                  | Janáček     |
| Santuzza                  | Cavalleria rusticana    | Mascagni    |
| Fidès                     | Il profeta              | Meyerbeer   |
| Contessa d'Almaviva       | Le nozze di Figaro      | Mozart      |
| Marina                    | Boris Godunov           | Musorgskij  |
| La Cieca                  | La Gioconda             | Ponchielli  |
| Dalila                    | Sansone e Dalila        | Saint-Saëns |
| Gran Vestale              | La Vestale              | Spontini    |
| Giocasta                  | Oedipus Rex             | Stravinskij |
| Mignon                    | Mignon                  | Thomas      |
| Azucena                   | Il trovatore            | Verdi       |
| Ulrica                    | Un ballo in maschera    | Verdi       |
| Principessa Eboli         | Don Carlo               | Verdi       |
| Amneris                   | Aida                    | Verdi       |
| Ortruda                   | Lohengrin               | Wagner      |
| Venere                    | Tannhäuser              | Wagner      |
| Fricka                    | L'oro del Reno          | Wagner      |
| Brunilde Fricka Waltraute | La Valchiria            | Wagner      |
| Brangania                 | Tristano e Isotta       | Wagner      |
| Brunilde Erda             | Sigfrido                | Wagner      |
| Flosshilde Waltraute      | Il crepuscolo degli dei | Wagner      |
| Kundry                    | Parsifal                | Wagner      |
| Puck                      | Oberon                  | Weber       |